# Abdullah Al Hilali
Abdullah Mohamed Al Hilali ou عبد الله محمد الهلالي (né le 1er janvier 1970 à Nakhal) est un arbitre omanais de football, international depuis 2002.

## Carrière
Il a officié dans des compétitions majeures : 
- Coupe d'Asie des nations de football des moins de 19 ans en 2006 (3 matchs)
- Coupe de l'AFC 2008 (finale retour)
- JO 2008 (2 matchs)